# Tinea irrepta
Tinea irrepta är en fjärilsart som beskrevs av Braun 1926. Tinea irrepta ingår i släktet Tinea och familjen äkta malar. Inga underarter finns listade i Catalogue of Life.